# Brza cesta B3
Die Brza cesta B3 (bosnisch/kroatisch für ‚Schnellstraße B3‘) ist eine geplante autobahnähnliche Straße (Schnellstraße) in Bosnien und Herzegowina. Sie soll von der kroatischen Grenze bei Posušje über Široki Brijeg nach Mostar zur A1 führen. Die Streckenführung entspricht weitestgehend der Magistralstraße 6.1.

## Straßenverlauf

### Mostar-sjever – Polog
Die geplante Schnellstraßenverbindung von Mostar-Sjever bis Polog erstreckt sich über eine Gesamtlänge von 20,3 Kilometern und gliedert sich in zwei Teilabschnitte.
Mostar-sjever – Vihovići (11,6 km): Dieser Abschnitt wird am Autobahnanschluss des Verkehrskorridors Vc in nördlichen Teil Mostars beginnen. Von dort soll die Trasse weiter im nördlichen Bereich oberhalb der Mülldeponie Uborak sowie nördlich der Industriezone Gajevi verlaufen.
Anschließend ist eine Kreuzung mit der Fernstraße M17, an der ein Knotenpunkt in Form eines Kreisverkehrs erbaut werden soll, vorgesehen. Die Fahrbahn der Schnellstraße wird dabei über dem Kreisverkehr verlaufen.
Im weiteren Verlauf ist geplant, dass die Trasse mittels eines Damms und einer Brücke den Fluss Neretva sowie eine lokale Straße und Eisenbahnstrecke überqueren soll. Aufgrund der anspruchsvollen topografischen Verhältnisse sind in diesem Abschnitt mehrere Bauwerke geplant – darunter das Viadukt Raštani, ein Tunnel sowie die Viadukte Orlovac und Rudarski kop.
Vihovići – Polog (8,7 km): Dieser Abschnitt wird im Wesentlichen den Verkehrsknotenpunkt Rudarski kop enthalten, der über eine Verbindungsstraße eine direkte Anbindung an die Schnellstraße ermöglichen soll. Geplant sind außerdem zwei Tunnel und ein weiteres Viadukt.

### Polog – Gorica
Die geplante Schnellstraßenverbindung von Polog bis zur kroatischen Grenze erstreckt sich über eine Gesamtlänge von 40,4 Kilometern und gliedert sich in zwei Teilabschnitte.
Polog – Polugrno (15,8 km): Dieser Abschnitt soll im nördlichen Hinterland von Mostar beginnen. Rund 1,5 Kilometer dieses Teilabschnittes werden dabei noch auf dem Gebiet des Kantons Herzegowina-Neretva verlaufen, während der verbleibende Teil durch den Kanton West-Herzegowina führen wird. Das Ende des Abschnitts markiert das Autobahnkreuz Polugrno. Geplant sind hier u. a. ein beidseitiger Rastplatz mit dem Namen Gradina, zehn Unterführungen, zwei Brücken und eine Überführung.
Polugrno – Gorica (24,6 km): Der zweite Abschnitt wird vollständig durch den Kanton West-Herzegowina verlaufen, quert planmäßig das Stadtgebiet von Široki Brijeg sowie die Gemeinde Grude und endet im Bereich des Grenzübergangs Gorica zur Republik Kroatien. Nach dem Autobahnkreuz Podledinac wird die Schnellstraße zwischen den Ortschaften Ledinac und Podledinac gehen und größtenteils über kleinere Dämme und Einschnitte führen.
Geplant ist außerdem das Autobahnkreuz Grude-istok, das an die bestehende Regionalstraße R420 angebunden wird. Anschließend soll die Trasse ein besonders hügeliges Gelände nördlich von Grude durchqueren und erreicht das Autobahnkreuz Grude-zapad, wo sie in eine lokale Tiefenebene abfällt. Von dort führt sie weiter über das Autobahnkreuz Sovići bis zur Staatsgrenze.
Das Autobahnkreuz Grude-zapad wird über eine geplante Kreisverkehrsanbindung mit der örtlichen Umgehungsstraße verbunden sein. Die Strecke soll ab da weitestgehend gerade verlaufen und durchgehend auf einem Damm liegen. Kreuzungen mit lokalen Straßen werden durch Unterführungen gelöst.
Insgesamt sind auf diesem Abschnitt acht Viadukte mit Längen zwischen 75 und 198 Metern geplant.

## Finanzierung
Die Bereitstellung von finanziellen Mitteln erfolgt(e) via Transferzahlungen der Föderation Bosnien und Herzegowina.
Für das Jahr 2025 sind Zahlungen in Höhe von 34 Millionen Konvertible Mark für die Anfertigung der Projektdokumentation, den Prozess der Enteignung, den Bau und dessen Überwachung vorgesehen.
Darüber hinaus sollen für den Abschnitt Polog – Gorica weitere 257 Tausend Konvertible Mark zur Finanzierung des Enteignungsvorhabens zur Verfügung gestellt werden.

## Projektplanung

### Mostar-sjever – Polog
Eine konzeptionelle Lösung wurde zu diesem Bauabschnitt vorgestellt. Einige Studien, u. a. zur Prognose des zu erwartenden Verkehrsaufkommens und der Auswirkungen auf die Umwelt, wurden angestellt. Ebenfalls ausgearbeitet wurde ein Gutachten, das die Tauglichkeit des Konzepts analysieren sollte.

### Polog – Gorica
Zu diesem Bauabschnitt sind Konzept und Projektplan bereits ausgearbeitet. Eine Machbarkeitsstudie wurde in der Vergangenheit auch schon erfolgreich durchgeführt.